# Бонч-Бруєвич Віктор Леопольдович
Віктор Леопольдович Бонч-Бруєвич (1923—1987) — радянський фізик-теоретик.
Батько — Леопольд Леонідович Авербах, літературний критик, редактор і партійний працівник; мати — Олена Володимирівна Бонч-Бруєвич (1904—1985), дочка В. Д. Бонч-Бруєвича, лікар. Закінчивши школу в 1941 році, добровольцем пішов в Червону Армію, брав участь в бойових діях спочатку в складі комуністичного батальйону, потім, після поранення — в десантних військах.
Після демобілізації закінчив фізфак МГУ і аспірантуру в Інституті фізичної хімії АН СРСР під керівництвом Ф. Ф. Волькенштейна; потім викладав в Московському інституті зв'язку, а з 1955 року працював на кафедрі фізики напівпровідників фізфаку МДУ.
Зіграв важливу роль в становленні теорії напівпровідників в СРСР. Спільно з Ф. Ф. Волькенштейном виконав основоположні роботи з теорії хемосорбції і каталізу на поверхні напівпровідників. Йому належать класичні результати по багаточастинковому обґрунтуванню зонної теорії кристалів методом двочасових функцій Гріна.
Одночасно з іншими дослідниками виконав піонерські роботи по теорії сильнолегованих напівпровідників. Найбільш відомі його дослідження з теорії нестійкостей в напівпровідниках. Приділяв велику увагу теорії невпорядкованих напівпровідників і проблеми стохастичних автоколивань в напівпровідниках.
У 1979 році він обіймав Гаусс-професуру в Геттінгенському університеті. Почесний доктор природничих наук університету імені Гумбольдта (Берлін, НДР). Ломоносовська премія (1980) за цикл робіт з дослідження доменної електричної нестійкості в напівпровідниках (спільно з І. А. Куровою).
У 1985 році нагороджений орденом Вітчизняної війни 2 ступеня.